# Diores capensis
Diores capensis är en spindelart som beskrevs av Tucker 1920. Diores capensis ingår i släktet Diores och familjen Zodariidae. Inga underarter finns listade i Catalogue of Life.